# Akdağ, Gelendost
Akdağ là một xã thuộc huyện Gelendost, tỉnh Isparta, Thổ Nhĩ Kỳ. Dân số thời điểm năm 2011 là 177 người.